# 石川県道131号徳田停車場線
石川県道131号徳田停車場線（いしかわけんどう131ごう とくだていしゃじょうせん）は、石川県七尾市を通る一般県道（石川県道）である。

## 概要
- 起点：石川県七尾市下町シ46番1地先（＝JR七尾線徳田駅前）
- 終点：石川県七尾市飯川町12部58番1地先（＝石川県道244号七尾鹿島羽咋線交点）

起点の徳田駅前から、東に進む。国道159号鹿島バイパスと交差し、さらに東に進み、終点に至る。

## 歴史
- 1960年（昭和35年）10月15日：路線認定。

## 接続道路
- 国道159号（七尾市飯川町・飯川町交差点）
- 石川県道244号七尾鹿島羽咋線（同市飯川町：終点）